# 조지 W. 크로퍼드
조지 워커 크로퍼드(George Walker Crawford, 1798년 12월 22일 ~ 1872년 7월 27일)는 미국의 휘그당 정치인으로 1843년부터 1847년까지 2개의 기간들로 선출된 조지아주지사였다. 크로퍼드는 또한 조지아주 연방 하원, 검찰 총장과 재커리 테일러 대통령 아래 전쟁 장관을 지내기도 하였다. 1861년 그는 밀레지빌에서 열린 주의 연방 탈퇴 회의의 의장을 맡는 데 정계 은퇴로부터 나왔다.

## 어린 시절과 교육
조지아주 컬럼비아군에서 태어난 크로퍼드는 피터와 메리 앤 크로퍼드의 4번째 아들이자 1824년 대통령 후보였던 더욱 잘 알려진 정치 인물 윌리엄 H. 크로퍼드에 사촌이었다. 크로퍼드의 부친은 자신의 군사 복무를 위하여 받은 토지에 정착하는 데 조지아주로 이주한 버지니아주에서 미국 독립 전쟁의 베테랑이었다. 크로퍼드는 뉴저지 칼리지 (후에 프린스턴 대학교)에서 문학사를 받았다. 조지아주에서 법정을 통과한 후, 그는 이후에 오거스타 운하의 건설을 흥행하고 감독한 것으로 아려진 헨리 커밍과 함께 오거스타에서 법률 관행을 세웠다. 결국적으로 크로퍼드는 조지아 대학교로부터 문학 석사를 취득하였고, 1826년 메리 앤 매킨토시와 결혼하였다.

## 초기 경력
주지사 존 포사이스는 크로퍼드를 1827년 조지아주 검찰 총장으로서 빈 의석을 채우는 데 크로퍼드를 임명하였다. 다음해 크로퍼드는 토머스 번사이드가 자신의 부친에 관하여 발행한 고발의 일련에 번사이드와 결투를 선동하였다. 크로퍼드는 번사이드를 총을 쏘아 죽였으나 사건은 그의 정치 경력을 방해하지 않을 것이었다. 논쟁에 불구하고, 그는 1831년까지 검찰 총장으로서 지속하였다. 1837년 리치먼드군의 투표인들은 주의 권리 공천 후보 아래 그를 주의 입법부로 선출하였다. 직무에서 자신의 5개 기간 동안 크로퍼드는 자신을 재정보수주의자로서 구별하였다. 1842년 그는자신이 의회에서 조용한 한해를 보낸 하원에서 휘그당원으로서 빈 의석을 이겼다.

## 조지아주지사
크로퍼드의 선거적 성공에 포착하는 시도에 조지아주 휘그당은 1843년 주지사 선거에서 대표하는 데 만장일치로 그를 선택하였다. 조지아주에서 민주당 안에서 부분적으로 내부 부서 덕분에 크로퍼드는 주지사의 저택을 차지하는 단 하나의 휘그당원이 되는 데 마크 앤서니 쿠퍼를 꺾었다. 자신의 첫 기간 (1843년 ~ 1845년) 동안 크로퍼드는 주의 중앙 은행을 해체하는 것에 전념하였으나 또한 철도를 확장시키는 데 도움을 주었고, 경제적으로 더욱 건전한 기관으로 만드는 데 주립 교도소를 개혁하였다.
이전 해의 대통령 선거에서 휘그당원들을 위하여 주를 유지하는 데 헨리 클레이의 실패에 불구하고, 1845년 크로퍼드는 주지사로서 2번째 기간을 이겼다. 주지사는 자신의 첫 기간으로부터 프로그램들을 지속하는 데 다음 2년의 세월을 이용하였다. 그는 또한 조지아주 대법원을 창조한 법률을 통과시키는 데 주의 입법부를 설득시키기도 하였다. 지방 문제들에 크로퍼드의 집중은 국가 문제들에 조지아주 휘그당원들의 부분적으로 분할로 인해였다.

## 이후의 경력

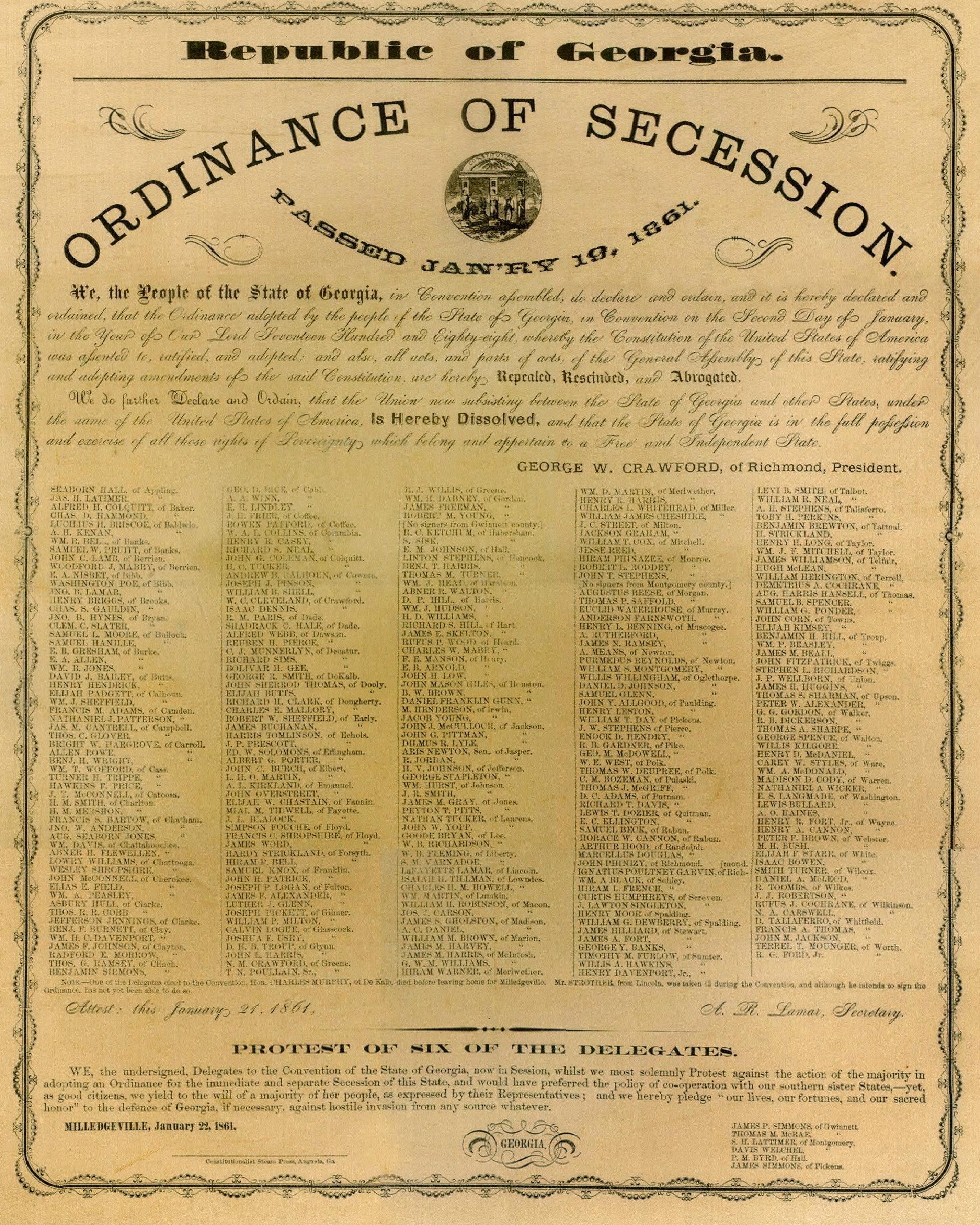
조지아주의 연방 탈퇴에 관한 공식 문서

주지사로서 크로퍼드는 3번째 기간을 위하여 출마하지 않기로 선택하였고, 1849년 재커리 테일러 대통령은 그를 전쟁 장관으로 임명하였다. 하지만 내각에서 스캔들이 크로퍼드의 시간을 괴롭혔다. 직무에 있던 동안 그는 갤핀 가족 (인디언 교역인 조지 갤핀의 자손들)을 위하여 정부로부터 청구 해결에 관여되었다. 기소들과 1850년 테일러 대통령의 갑작스런 사망의 와중에 크로퍼드는 직무로부터 사임을 하여 10년의 세월 동안 공공 생활로부터 퇴직하였다. 1861년 그는 조지아주의 연방 탈퇴 회의에서 리치먼드군을 대표하였다. 회의에서 대표단들은 절차를 위하여 의장으로서 크로퍼드를 선발하였고, 그는 연방 탈퇴의 투표를 감독하였다. 회의에 이어 크로퍼드는 리치먼드군으로 돌아왔고, 1872년 7월 27일 73세의 나이로 사망하였다.

## 유산
1943년 11월 16일 브런즈윅에 있는 J. A. 존스 건설 회사에 의하여 조지아주에 크로퍼드의 봉사에 그를 영예하는 데 지어진 자유의 선박 SS 조지 워커 크로퍼드 호가 기공되었다. 그 선박은 1944년 1월 1일에 발포되어 1월 13일 연방 서비스로 제공되었다.

## 역대 선거 결과
| 선거명        | 직책명                       | 대수 | 정당   | 득표율 | 득표수   | 결과 | 당락                   |
| ------------- | ---------------------------- | ---- | ------ | ------ | -------- | ---- | ---------------------- |
| 1843년 재선거 | 하원의원 (조지아 광역선거구) | 27대 | 휘그당 | 55.21% | 24,645표 | 1위  | 조지아주 하원의원 당선 |
| 1843년 선거   | 조지아 주지사                | 38대 | 휘그당 | 52.29% | 38,713표 | 1위  | 조지아 주지사 당선     |
| 1845년 선거   | 조지아 주지사                | 38대 | 휘그당 | 51.20% | 41,059표 | 1위  | 조지아 주지사 당선     |

## 같이 보기
- 아메리카 연합국
- 아메리카 연합국